# Cerimónia do chá

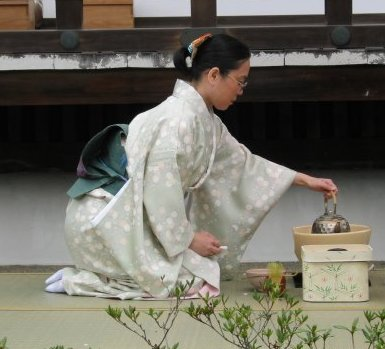
Senhora vestindo o quimono durante cerimônia do chá ao ar livre, sentada na posição seiza.

A cerimônia do chá (em japonês: 茶の湯, romaniz.: chanoyu, lit. "água quente [para] chá"; também chamada 茶道, chadō ou sadō, "o caminho do chá") é uma atividade tradicional japonesa com influências do taoísmo e do zen-budismo, na qual chá verde em pó (抹茶, matcha) é preparado cerimonialmente e servido aos convidados. O matcha é feito da planta chamada chá, Camellia sinensis.
Os encontros de chanoyu são chamados chakai (茶会, "encontro para chá") ou chaji (茶事, "assuntos do chá"). Normalmente o termo chakai refere-se a um evento relativamente simples no qual se oferecem doces típicos, usucha (chá suave), e talvez tenshin (um aperitivo); já chaji refere-se a um evento mais formal, incluindo também uma refeição tradicional (kaiseki) e koicha (chá forte). Um chaji completo pode durar até quatro horas.
O praticante de cerimônia do chá precisa ter conhecimento de uma ampla gama de artes tradicionais que são parte integral do chanoyu, incluindo o cultivo e variedades de chá, vestimentas japonesas (kimono), caligrafia, arranjo de flores, cerâmica, etiqueta e incensos — além dos procedimentos formais de seu estilo de chanoyu, que podem passar de uma centena.  Assim, o estudo de cerimônia do chá praticamente nunca termina.  Mesmo para participar como convidado em uma cerimônia formal é preciso conhecer os gestos e frases pré-definidos, a maneira apropriada de portar-se na sala de chá, e como servir-se de chá e doces.

## História
Beber chá é um costume introduzido no Japão no século IX, na forma de chá de infusão (団茶, dancha) pelo monge budista Eichu, quando este retornou da China, onde conheceu a erva, ao Japão. O chá tornou-se a bebida mais consumida no Japão, e cultivada em seu próprio território.
O costume de beber chá, iniciou-se de forma medicinal, e por razão de luxo, uma vez que era importada da China. No século IX, o autor chinês Lu Yu escreveu o Ch'a Ching, um manual sobre o cultivo e preparação do chá. A vida de Lu Yu foi influenciada pelo budismo. As ideias de Lu Yu foram cruciais para a criação e aprimoramento da cerimônia.
No século XII, um novo tipo de chá surge, o matcha, trazido ao Japão por Eisai, outro monge japonês retornando da China. Considerado um chá-verde mais forte, retirado da mesma planta de chá-preto, foi inicialmente utilizado em rituais em templos budistas. Já no século XIII, samurais já consumiam a bebida matcha, como uma adaptação do budismo. Com isso, o futuro do chá estava traçado.
Por volta do século XVI, beber o chá se popularizou, chegando a atingir todas as camadas sociais do Japão. Sen no Rikyu é um dos maiores destaques na história da cerimônia do chá, seguido pelo seu mestre, Takeno Jōō. De acordo com a filosofia ichi-go ichi-e, cada cerimônia do chá é única, e nunca poderá ser reproduzida. Os ensinamentos da cerimônia do chá foram responsáveis pelo desenvolvimento de novos estilos arquitetônicos japoneses, como jardins, por exemplo. E os ensinamentos resistem até hoje.

## Utensílios necessários

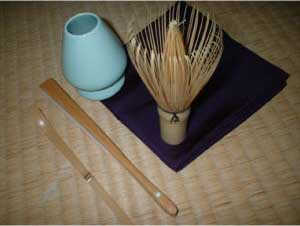
Foto de uma cerimônia do chá. Da esquerda para a direita: chashaku (espátula para o chá), sensu (leque), forma para colocar o batedor, chasen (batedor whisk) e fukusa (lenço de seda).

Os utensílios da cerimônia são chamados de dōgu (道具, lit. "ferramentas"). A quantidade de dōgu necessários a uma cerimônia varia em função da escola e do estilo da demonstração. A sua variedade, nomes específicos e combinações de utilização tornam impraticável pela sua extensão a inclusão neste espaço de uma lista pormenorizada. Existem no Japão dicionários específicos que chegam a ter centenas de páginas. Apresenta-se de seguida uma lista simplificada com os itens essenciais:
- Fukusa (lenço de seda);
- Chawan (taça);
- Natsume ou cha-ire (boião para o chá em pó);
- Chasen (batedor para preparar o chá);
- Chashaku (espátula para servir o chá em pó);
- Chakin (pano para limpar a taça);
- Hishaku (concha de bambu);
- Kensui (recipiente para a água suja);
- Tana (pequena estante para colocar os utensílios);
- Kama (panela de ferro);
- Furo (braseiro).

## Arranjo de flores
Chabana (茶花, lit. "flor de chá") é um estilo simples de arranjo floral utilizado nas salas de chá. A prática tem as suas raízes na ikebana, um estilo mais antigo de arranjo floral japonês, que por sua vez tem as suas raízes no xintoísmo e no budismo.
Evoluiu de um estilo de ikebana de "forma livre" chamado nageirebana (投げ入れ, "flores atiradas"), que foi usado pelos primeiros mestres do chá. Diz-se que o chabana foi desenvolvido ou popularizado por Sen no Rikyu, dependendo da fonte. Diz-se que ele ensinou que a chabana deve causar a mesma impressão no observador que estas flores causariam se estivessem a crescer ao ar livre, na natureza. 

## Comida
Kaiseki (懐石) ou cha kaiseki (茶懐石) é um prato servido durante uma festa de chá formal. O cha kaiseki utiliza apenas ingredientes frescos da época, cozinhados de forma a realçar os seus sabores. É dada uma atenção cuidadosa à seleção dos ingredientes e dos tipos de alimentos e os pratos acabados são servidos de forma cuidada em utensílios que realçam o aspeto e o tema sazonal do prato. Os pratos são artisticamente arranjados e decorados, muitas vezes com folhas e flores comestíveis reais que ajudam a realçar o sabor da comida. Os pratos e as jóias fazem tanto parte do kaiseki como a comida; alguns poderão argumentar que a apreciação estética da comida é ainda mais importante do que a física. 
As refeições são servidas em pequenas porções em pratos individuais. Cada visitante tem a sua pequena bandeja lacada; os convidados muito importantes podem receber uma mesa baixa lacada separada ou várias mesas pequenas. 
Os doces são ritualmente oferecidos ao convidado principal após o fim da refeição.
Pratos contendo carne são raros, uma vez que o cha kaiseki segue geralmente os costumes culinários tradicionais japoneses.